# پانیولا
پانیولا (به مجاری:  Panyola) یک منطقهٔ مسکونی در مجارستان است که در سابولچ-ساتمار-برگ واقع شده‌است. پانیولا ۱۲٫۲۳ کیلومتر مربع مساحت و ۶۴۲ نفر جمعیت دارد.